# Бесешть (Марамуреш)
Бесешть, Бесешті (рум. Băsești) — село у повіті Марамуреш в Румунії. Адміністративний центр комуни Бесешть.
Село розташоване на відстані 408 км на північний захід від Бухареста, 38 км на південний захід від Бая-Маре, 85 км на північний захід від Клуж-Напоки.

## Населення
За даними перепису населення 2002 року у селі проживали 623 особи, з них 619 осіб (99,4%) румунів. Усі жителі села рідною мовою назвали румунську.